# Bloodbound
Bloodbound est un groupe suédois de power metal, originaire de Bollnäs. Le groupe, actuellement signé au label AFM Records, compte un total de six albums studios, en 2016. Le groupe utilise comme mascotte un personnage représenté comme un démon vampire, cette mascotte est présente sur la totalité des pochettes d'albums du groupe.

## Biographie
Bloodbound est formé en 2004 dans la ville de Bollnäs, en Suède, par Fredrik Bergh, membre de Steet Talk, aux côtés du guitariste Tomas Olsson et du batteur Oskar Belin. Ils sont plus tard rejoint par le chanteur Urban Breed. L'année suivante, en 2005, le groupe publie son premier album studio intitulé Nosferatu au label Metal Heaven. Bien accueilli par la presse spécialisée,,, l'album est édité en décembre 2005 au Japon par le label Avalon Marquee, avant sa sortie européenne en février 2006,.
Bloodbound fait sa première apparition le 22 avril 2006 dans un lieu-dit « secret », situé près de Bollnäs, dont la capacité maximum était de 200 personnes, et dont la performance est filmée pour une sortie DVD. Ils font ensuite d'autres apparitions sur scène comme au festival Gothenburg Metal en avril et à l'AlingsÄs HÄrdrocksfestival' le 6 mai,. En août 2006, le chanteur Urban Breed quitte officiellement le groupe. En septembre, le groupe annonce l'arrivée du chanteur Kristian Andrén. Le groupe se complète en mars 2007 avec l'arrivée du chanteur allemand Michael Bormann, ancien membre de groupes tels que Bonfire et Jaded Heart. Le groupe annonce par la suite la sortie prochaine de leur deuxième album, Book of the Dead. L'album est publié en 2007, et atteint la 66e place des classements musicaux suédois. Book of the Dead comprend deux différentes couvertures : une pour l'Asie et le Brésil, et une pour l'Europe. L'édition asiatique contient une chanson bonus, et l'édition européenne une vidéo bonus. Au début de 2008, le premier album du groupe, Nosferatu, est annoncé en édition limitée sous format vinyle noir.
En février 2009, le groupe révèle les détails de son futur troisième album, Tabula Rasa, annoncé au label Blistering Records en Europe le 26 avril, et en Amérique du Nord le 21 avril. Marquee/Avalon distribuera l'album le 25 mars au Japon. La même année, les membres originaux du groupe reviennent pour l'enregistrement de leur quatrième album, Unholy Cross, aux côtés du chanteur et bassiste Patrik « Pata » Johansson et Anders Broman. Unholy Cross est publié le 14 juin 2011.
À la fin de 2012, le groupe annonce son cinquième album studio, In The Name of Metal au label AFM Records le 7 novembre. L'album précède d'une vidéo promotionnelle publiée en octobre. À la fin de 2014 sort le nouvel album du groupe, Stormborn.

## Membres

### Membres actuels
- Tomas Olsson – guitare (depuis 2004)[2]
- Fredrik Bergh – clavier, chant (additionnel) (depuis 2004)[2]
- Pelle Åkerlind – batterie (depuis 2006)[2]
- Henrik Olsson – guitare rythmique (depuis 2006)[2]
- Patrik « Pata » Johansson – chant (depuis 2010)[2]
- Anders Broman – basse (depuis 2011)[2]

### Anciens membres
- Jörgen Andersson – basse (?-2006)[2]
- Oskar Belin – batterie (?-2006)[2]
- Markus Albertson – guitare (?-2006)[2]
- Urban breed – chant (2004-2006, 2007-2010)[2]
- Johan Sohlberg – basse (2006-2011)[2]
- Kristian Andrén – chant (2006-2007)[2]
- Michael Bormann – chant (2007)[2]